# 18565 Selg
18565 Selg este un asteroid din centura principală de asteroizi.

## Descriere
18565 Selg este un asteroid din centura principală de asteroizi. A fost descoperit pe 6 aprilie 1997 la Socorro, New Mexico, în cadrul proiectului LINEAR. Asteroidul prezintă o orbită caracterizată de o semiaxă mare de 3,10 ua, o excentricitate de 0,12 și o înclinație de 5,0° în raport cu ecliptica.